# Nepenthes truncata
Nepenthes truncata (z lat. truncata–uťatá) je jedna z největších láčkovek (Nepenthes), masožravých rostlin. Její láčka je zelená s červenými puntíky. Kvete jen poměrně vzácně. Co se týče vnitrodruhové variability, má jeden vysokohorský typ, který má trychtýřovitou láčku. Také kříženců je poměrně hodně.
Dokáže ulovit menší ještěry, ptáky a samozřejmě hmyz.[zdroj?] Její láčky mohou dosáhnout na výšku i přes 30 centimetrů.